# Nová Lhota (zámek)
Nová Lhota je zámek ve stejnojmenné vesnici u Kluků jihovýchodně od Kutné Hory ve Středočeském kraji. Jeho předchůdcem bývala renesanční tvrz založená koncem šestnáctého století jako centrum malého šlechtického statku. Tím zůstala až do konce sedmnáctého století, kdy panství získal sedlecký klášter a tvrz přestavěl na barokní zámeček. Po zrušení kláštera v roce 1783 zámecká budova sloužila převážně hospodářským účelům. Je součástí zemědělského dvora, jehož areál je chráněn jako jako kulturní památka.

## Historie
Vesnice Nová Lhota patřila až do konce šestnáctého století k okolním šlechtickým statkům. V patnáctém století byla příslušenstvím Paběnic a v roce 1565 ji Jan mladší Salava z Lípy připojil k Úmonínu. Po Janově smrti se jeho synové roku 1590 rozdělili o dědictví a Nová Lhota připadla Mikuláši Salavovi z Lípy, který z ní učinil centrum vlastního panství. Jako vrchnostenské sídlo ve vsi nechal založit renesanční tvrz zdobenou sgrafitem. První písemná zmínka o ní pochází z roku 1624, kdy ji Mikuláš odkázal své dceři Kateřině Anně.
V blíže nejasné době po roce 1624 se držitelem statku stal Vilém Balbín z Orličné a po něm Alžběta Haugvicová z Orličné. Její syn Jindřich Haugvic z Biskupic zámek roku 1665 prodal kutnohorskému rychtáři Antonínu Bergmanovi. Jeho potomkům patřil do konce sedmnáctého století, kdy jej prodali sedleckému klášteru.

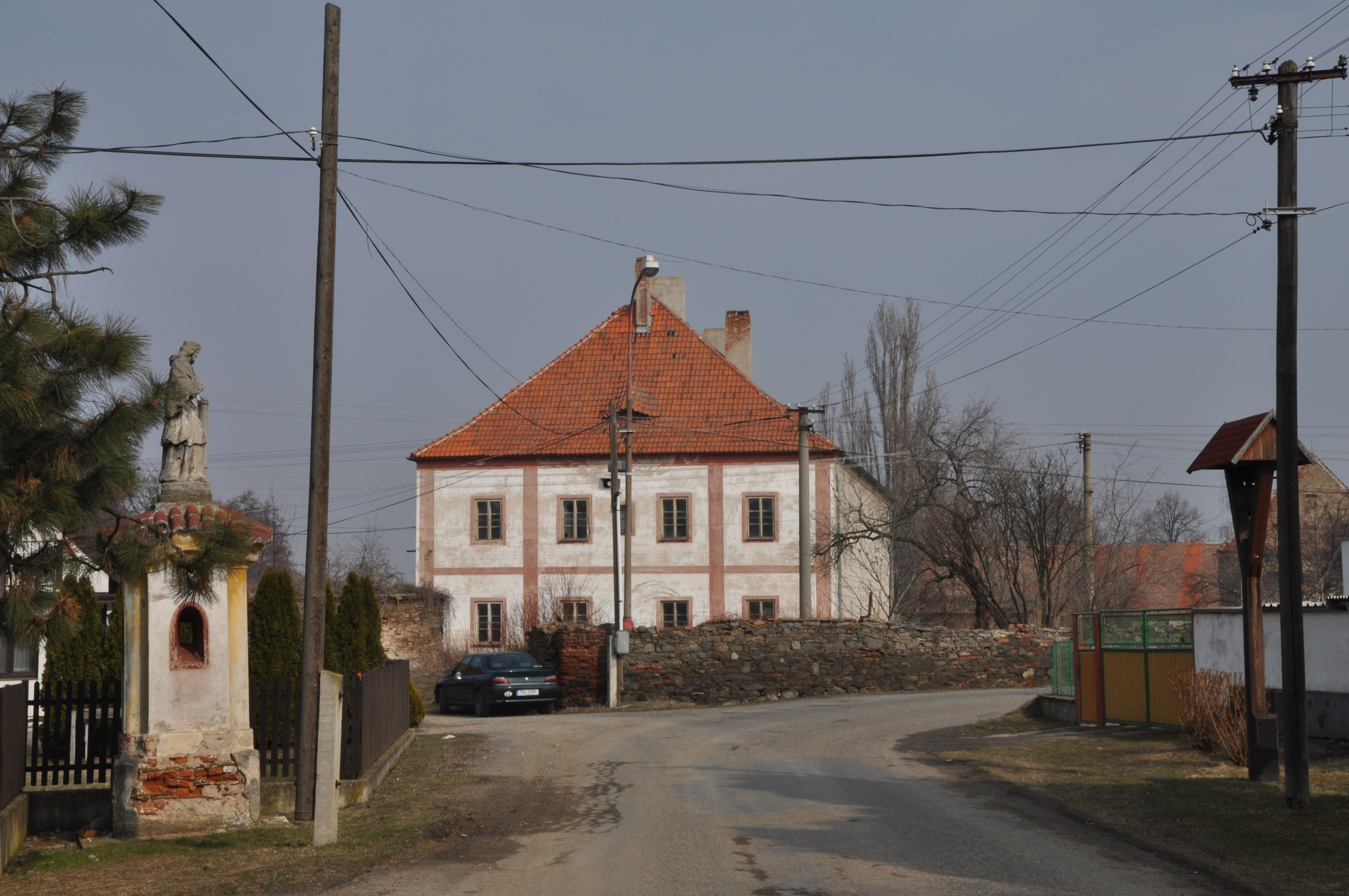
Jižní průčelí

Klášter nechal okolo roku 1700 starou tvrz přestavět na barokní zámek, který příslušníci kláštera využívali k letním pobytům. V majetku kláštera zámek zůstal až do jeho zrušení v roce 1783. Poté jej spravoval náboženský fond, který nechal zámeckou budovu přestavět na sýpku a byty pracovníků hospodářského dvora. Stejným způsobem zámek využívali také Schwarzenbergové, kteří jej koupili v roce 1819 a vlastnili jej do roku 1925. Tehdy se novolhotský zámek stal při pozemkové reformě součástí zbytkového statku, jehož nový majitel budovu upravil na své sídlo. Ve druhé polovině dvacátého století zámek sloužil potřebám místního národního výboru.

## Stavební vývoj
Původní renesanční tvrz získala barokní přestavbou podobu obdélné jednopatrové budovy s valbovou střechou. Její bílou fasádu zdobily červené pásy. Uvnitř byla zřízena zámecká kaple a některé prostory byly vyzdobeny nástěnnými malbami. Většina architektonických detailů zanikla, ale dominantou hlavního průčelí zůstal vstupní portál. Přízemím vede chodba zaklenutá valenou klenbou s lunetami. Poškozené a přemalované nástěnné malby z doby před polovinou osmnáctého století alegoricky zobrazovaly vesnice v majetku sedleckého kláštera včetně Nové Lhoty.
Zámecká budova stojí v areálu hospodářského dvora, do nějž se vjíždí torzem pilířové brány. Na západní straně dvora stojí bývalé chlévy, jejichž část byla upravena k obytným účelům. Na severu stojí stodola a na východní straně špýchar. Při barokních úpravách byla na východní straně zámku zřízena malá zahrada, kterou od zbytku areálu a okolí oddělovala zeď. Ta se však dochovala jen mezi zámkem a špýcharem. Prostor areálu je částečně zastavěn novodobými provozními budovami, ale památkově chráněné jsou jen vlastní zámek, stodola, špýchar a ohradní zeď se zbytky brány.